# Stretto Osmar

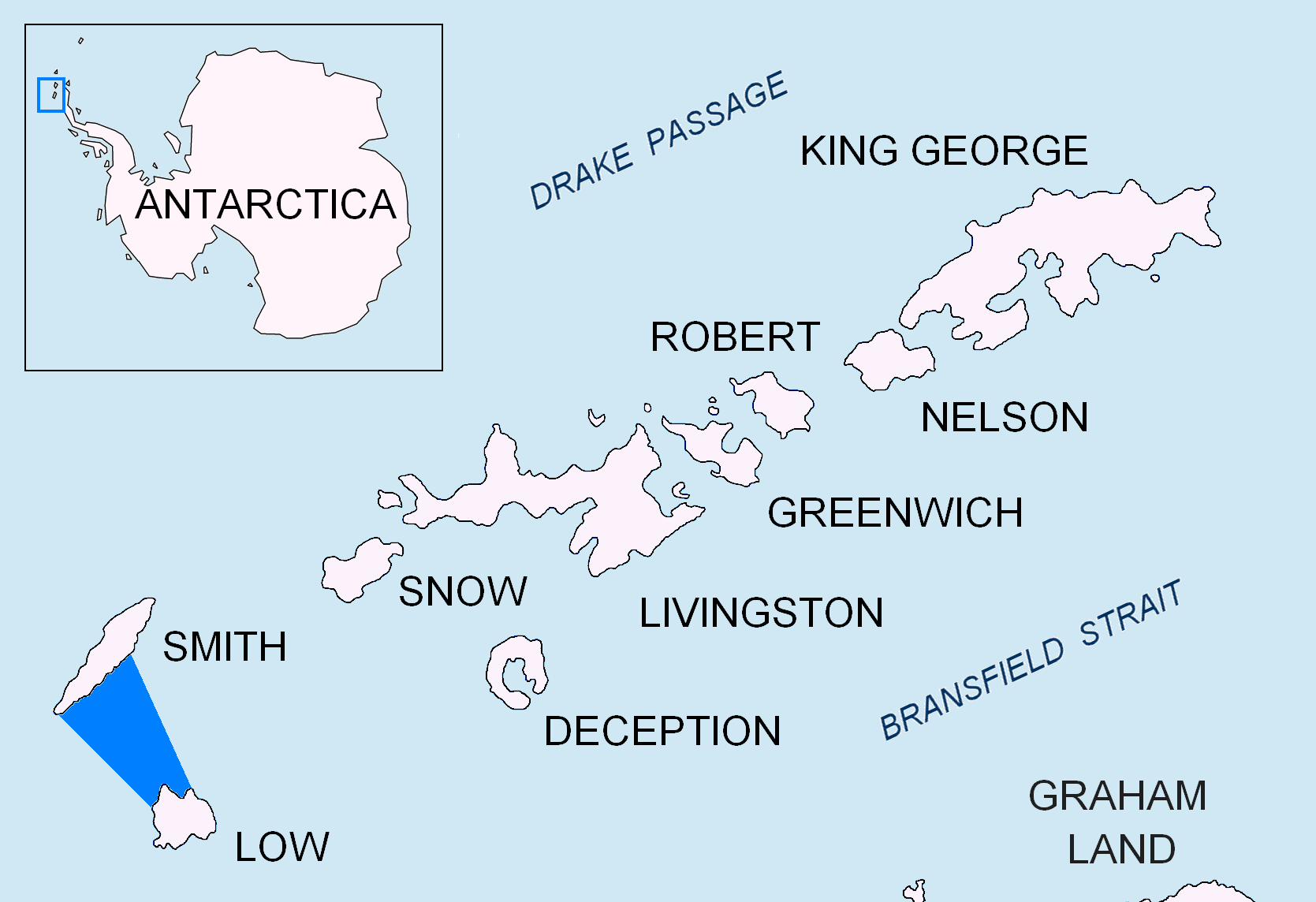
In blu, la posizione dello Stretto Osmar nelle Isole Shetland Meridionali, in Antartide.

Lo Stretto Osmar (in lingua bulgara: проток Осмар, Protok Osmar) è un ampio stretto antartico, largo 27 km, situato tra l'Isola Smith a nordovest e l'Isola Low a sudest, nelle Isole Shetland Meridionali, in Antartide.
Mette in comunicazione il Canale di Drake con lo Stretto Boyd.

## Localizzazione
Lo Stretto Osmar è localizzato alle coordinate 63°09′00″S 62°24′00″W.
Mappatura bulgara nel 2009 e 2017 assieme a quella dell'Isola Smith. Mappatura britannica nel 2009.

## Denominazione
La denominazione è stata assegnata dalla Commissione bulgara per i toponimi antartici in riferimento al villaggio di Osmar, situato nella parte nordorientale della Bulgaria.

## Mappe
- L.L. Ivanov. Antarctica: Livingston Island and Greenwich, Robert, Snow and Smith Islands. Scale 1:120000 topographic map. Troyan: Manfred Wörner Foundation, 2010. ISBN 978-954-92032-9-5 (First edition 2009. ISBN 978-954-92032-6-4)
- South Shetland Islands: Smith and Low Islands. Scale 1:150000 topographic map No. 13677. British Antarctic Survey, 2009.
- Antarctic Digital Database (ADD). Scale 1:250000 topographic map of Antarctica. Scientific Committee on Antarctic Research (SCAR). Since 1993, regularly upgraded and updated.
- L.L. Ivanov. Antarctica: Livingston Island and Smith Island. Scale 1:100000 topographic map. Manfred Wörner Foundation, 2017. ISBN 978-619-90008-3-0